# Batalla de Khasham
La batalla de Khasham, también nombrada batalla de los Campos de Conoco, inició el 7 de febrero de 2018, cuando la coalición liderada por Estados Unidos, establecida en 2014 para contrarrestar el Estado Islámico de Irak y el Levante (EIIL), lanzó ataques masivos de aire y artillería contra las fuerzas sirias de gobierno cercanas a la ciudad de Khasham o Al Tabiyeh, ambos en la Gobernación de Deir ez-Zor. Los Estados Unidos explicaron el ataque afirmando que las fuerzas progubernamentales habían «iniciado un ataque no provocado contra las sedes centrales de las Fuerzas Democráticas Sirias bien establecidas» en el área, mientras que los miembros del servicio de la Coalición estaban «ubicados junto con socios de la SDF durante el ataque a ocho kilómetros». al este de la línea de conflicto del río Éufrates acordada. La declaración del ministerio de defensa ruso publicada el 8 de febrero de 2018 se refirió al incidente en la aldea de Salihiyah (ubicada al sur de la ciudad de Abu Hamam, controlada por las Fuerzas Democráticas Sirias, en el distrito de Abu Kamal) y dijo que fue causada por acciones de reconocimiento de Siria. Milicia que no había sido limpiada con el mando de operaciones ruso; la declaración destacó que no había miembros del servicio ruso en el «distrito designado de la provincia de Siria de Deir ez-Zor».
El ejército de los Estados Unidos declaró que cien combatientes del gobierno sirios murieron en el ataque de los Estados Unidos, lo que llevó a Siria a acusar a los Estados Unidos de llevar a cabo una «masacre brutal» de sus tropas y a Rusia por acusar a los Estados Unidos de estar motivados económicamente en sus acciones, citando campos petroleros cercanos. A medida que surgió información sobre las víctimas entre los ciudadanos rusos después del ataque, el incidente fue anunciado por los medios de comunicación como «el primer choque mortal entre ciudadanos de Rusia y Estados Unidos desde la Guerra Fría».

## Contexto
En septiembre de 2014, Estados Unidos comenzó a emprender esfuerzos para establecer una coalición mundial con el objetivo declarado de contrarrestar el EIIL en Siria, así como en Irak. Desde el 22 de septiembre de 2014, los EE. UU. Llevaron a cabo operaciones militares en Siria, principalmente contra las fuerzas del Daesh como parte de la Operación de Resolución Inherente. Las principales fuerzas respaldadas por Estados Unidos en la parte noreste de Siria habían sido las Fuerzas Democráticas de Siria, un grupo compuesto principalmente por milicianos kurdos y árabes. En 2017, respaldado por las fuerzas de EE. UU., el SDF capturó Al Raqa del Estado Islámico y desde entonces avanzó al río Éufrates, donde se estableció una "línea de no conflicto" mediante la coordinación de los gobiernos de EE. UU. y Rusia. En varias ocasiones, las fuerzas estadounidenses atacaron a las unidades de gobierno sirias que operan en el área. En noviembre de 2017, el gobierno de EE. UU. Hizo saber que estaban ampliando sus objetivos en Siria más allá de derrotar a las fuerzas del EIIL, para presionar al gobierno sirio a hacer concesiones en las conversaciones de Ginebra. Esta intención, a mediados de enero de 2018, fue transmitida claramente por el Secretario de Estado Rex Tillerson, quien dijo que la administración Trump mantendría una presencia militar abierta en Siria para contrarrestar la influencia iraní y garantizar la salida del presidente sirio Bashar Al-Assad.
Rusia había estado realizando operaciones aéreas militares en Siria en apoyo del gobierno sirio desde el 30 de septiembre de 2015. Además, los contratistas militares privados (″voluntarios″) rusos, en particular los asociados con el Grupo Wagner, habían participado en operaciones terrestres aproximadamente al mismo tiempo, aunque su presencia nunca fue confirmada oficialmente por el gobierno ruso.
El 13 de febrero de 2018, el teniente general. Jeffrey L. Harrigian, comandante del Comando Central de las Fuerzas Aéreas de EE. UU., habló sobre las circunstancias antes del ataque: «La coalición observó una lenta acumulación de personal y equipo la semana anterior, y recordamos a los funcionarios rusos la presencia de la FDS y de la coalición por teléfono. Línea de de conflicto. Esto fue mucho antes del ataque de las fuerzas enemigas. Sé que vas a preguntar, así que voy a tener claro que no especularé sobre la composición de esta fuerza o de quién estaba bajo control» Harrigian presentó la huelga de Estados Unidos como una demostración de la preparación de la coalición "para evitar un resurgimiento del EIIL".
El 22 de febrero de 2018, The Washington Post citó fuentes anónimas en la inteligencia de los Estados Unidos como alegando que las comunicaciones fueron interceptadas días antes y después del incidente entre el empresario ruso Yevgueni Prigozhin, quien se creía que financiaba al Grupo Wagner, y altos funcionarios sirios, como Mansour Fadlallah Azzam, así como los funcionarios del Kremlin, sugirieron que Prigozhin había "asegurado el permiso" de un ministro ruso no especificado para seguir adelante con un movimiento "rápido y fuerte" a principios de febrero y estaba a la espera de la aprobación del gobierno sirio. Prigozhin fue una de las personas acusadas por el Gran Jurado del Distrito de Columbia a mediados de febrero de 2018 por cargos relacionados con la investigación del Asesor Especial dirigido por el Asesor Especial Robert Mueller. Una publicación de la lucha contra la sede en Ucrania Kremlin Inform Napalm alegó la batalla fue planeada y se aclaró con el comando militar ruso por Sergey Kim, el jefe del departamento de operaciones de Wagner y un ex marino ruso oficial.

## El incidente y las bajas

### Versión estadounidense
Según la declaración oficial del ejército de los EE. UU., alrededor de las 10 p. m. hora local de la noche del 7 de febrero de 2018, una fuerza de 500 combatientes a favor del gobierno compuesta por milicianos locales, soldados del gobierno, combatientes chiitas afganos entrenados por Irán y contratistas rusos lanzó un asalto a la sede de las Fuerzas Democráticas de Siria cerca de la ciudad de Khasham, ubicada en el río Éufrates en Siria. Con el apoyo de los tanques T-72 y T-55, las tropas progubernamentales primero bombardearon la base SDF con artillería, morteros y cohetes en lo que los oficiales militares de los EE. UU. describieron como un «ataque coordinado». Alrededor de 20 a 30 proyectiles aterrizaron a 500 metros de la sede. Según el ejército de EE. UU., la presencia de EE. UU. personal de operaciones especiales en la base dirigida provocó una respuesta por aviones de la coalición encabezada por Estados Unidos, incluyendo AC-130 helicópteros de combate, F-15E aviones de combate, vehículos aéreos no tripulados (MQ-9), Helicópteros de ataque apache AH-64, B-52 y F-22. Las baterías cercanas de artillería de los EE. UU., Incluyendo un sistema de cohetes de artillería de alta movilidad, también bombardearon las fuerzas sirias. Según fuentes de la compañía militar privada rusa, Grupo Wagner, citada por los medios de comunicación y por el Pentágono, las fuerzas estadounidenses estuvieron en contacto constante con el oficial de enlace ruso publicado en Deir ez-Zor durante todo el compromiso y solo abrieron fuego después de que había recibido garantías de que no había tropas rusas regulares en acción o en riesgo.
De acuerdo con la coalición liderada por Estados Unidos, los enfrentamientos duraron cuatro horas y vieron más de 100 combatientes sirios a favor del gobierno, y solo un combatiente del SDF resultó herido. Ningún estadounidense fue muerto o herido. Según dos oficiales de defensa estadounidenses citados por CNN el 8 de febrero, el ejército estadounidense había evaluado que había contratistas rusos involucrados, y uno dijo que algunos de los contratistas habían muerto en los ataques aéreos. Un comandante de la milicia kurda y un exoficial ruso también afirmaron que los contratistas militares privados (PME) rusos estaban presentes y sufrieron bajas durante los bombardeos. Durante las dos semanas posteriores al incidente, el Secretario de Defensa de los Estados Unidos, Jim Mattis, y otros oficiales militares de los Estados Unidos declararon repetidamente que los comandantes militares de los Estados Unidos estaban en contacto con sus homólogos rusos oficiales antes, durante y después del enfrentamiento y el ejército de los Estados Unidos fue informado por su Las contrapartes rusas de que no había rusos en la formación paramilitar.
El 13 de febrero, el Departamento de Defensa de los EE. UU. publicó material no clasificado que muestra los ataques aéreos dirigidos a la coalición en una posición de tanque T-72 oficial del gobierno y una posición de artillería rusa reportada en el área de Khasham.

### Versión del gobierno sirio
En una declaración oficial que fue lanzada por la unidad ISIS Hunters del ejército sirio, recibieron información de que las fuerzas de ISIL se estaban moviendo hacia Khasham y las fuerzas del gobierno decidieron moverse desde el Éufrates para cortar la línea de ataque del EIIL. En este punto, los grupos armados fueron vistos al este de Khasham, en el territorio controlado por SDF, que luego atacó a las tropas del gobierno. Los grupos fueron rápidamente rechazados. Los militares afirmaron que, según el tráfico de radio interceptado, los grupos eran en parte del EIIL y en parte kurdos, y se retiraron hacia la planta de Conoco. En este punto, las unidades pro-gubernamentales fueron golpeadas por ataques aéreos. Según fuentes militares sirias, unos 55 combatientes a favor del gobierno fueron asesinados, incluidos alrededor de 10 combatientes rusos.

### Versión de Der Spiegel y SOHR
Tres semanas después del incidente, Der Spiegel de Alemania publicó su propio informe de investigación basado en la evidencia obtenida de múltiples fuentes de primera mano (participantes y testigos) en el área, que concluyeron que la feroz respuesta de los Estados Unidos se debió principalmente a una unidad de Siria. milicias tribales y combatientes chiitas que se trasladan desde la ciudad de Al Tabiyeh hacia Khasham a fines del 7 de febrero, al mismo tiempo que otro grupo de fuerzas progubernamentales que habían cruzado el río Éufrates cerca del aeropuerto Deir ez-Zor avanzaban hacia Khasham desde la aldea de Marrat. Según el informe de Der Spiegel, ningún ruso estaba en ninguna de las dos formaciones; sin embargo, había un pequeño contingente de PMC rusos estacionados en Al Tabiyeh, que no estaban participando en los combates. A pesar de eso, entre 10 y 20 de los rusos murieron en los ataques de los Estados Unidos, mientras que la mayoría de las muertes de las formaciones se encontraban entre los militares de la 4.ª División del Ejército Sirio.
De manera similar, el Observatorio Sirio para los Derechos Humanos con sede en el Reino Unido informó que 68 combatientes a favor del gobierno murieron durante el día en el área, incluyendo 45 que murieron en los ataques aéreos de la coalición, y la mayoría de ellos son sirios. Los 23 miembros restantes del gobierno a favor del gobierno, incluyendo 15 PMC rusos, no murieron en los ataques aéreos, sino que fueron atrapados en una explosión con explosivos en un depósito de armas en Al Tabiyeh. Las PMC acompañaban a las fuerzas gubernamentales a medida que avanzaban hacia los campos de petróleo y gas mantenidos por SDF.

### Versión no oficial de fuentes rusas
Poco después de los bombardeos, varias fuentes rusas no oficiales comenzaron a dar a conocer que varios "voluntarios" rusos (PMC) habían muerto en los bombardeos, con algunos mensajes en las redes sociales rusas haciendo reclamos de más de 200 Las PMC se están matando, aunque la veracidad de esta información fue cuestionada y no se pudo confirmar. Un jefe paramilitar ruso, conocido crítico de la compañía que contrató a los contratistas, también afirmó que 218 PMC fueron asesinados y que las familias todavía estaban esperando sus restos. Además, un médico militar ruso, un líder de una organización de cosacos paramilitares vinculada a PMC y una fuente vinculada a Wagner afirmaron que entre 80 y 100 PMC murieron y 200 resultaron heridos.
Contrariamente a las afirmaciones de cientos de muertes entre las PMC, un grupo de investigación ruso, el Equipo de Inteligencia en Conflictos (CIT), confirmó 10 muertes de contratistas y estimó que un total de entre 20 y 30 murieron. Un periodista ruso también creyó que entre 20 y 25 PMC murieron en los bombardeos. El 17 de febrero, un líder de Wagner, Andréi Troshev, fue citado diciendo que 14 «voluntarios» murieron en la batalla. Otros tres comandantes de Wagner también declararon que la demanda de 200 muertos era una exageración y que 15 PMC fueron asesinados a lo sumo.
Un periódico ruso, citando fuentes de contratistas y militares rusos, informó que las fuerzas progubernamentales intentaban capturar el campo de gas Conoco (llamado localmente Al Tabiyeh) de la SDF.

### Informe ucraniano sobre bajas
El Servicio de Seguridad de Ucrania (SBU) afirmó que 80 PMC murieron en los ataques, nombrando a 64 de ellos, así como a 148 que resultaron heridos. De los nombrados por la SBU como asesinados en los ataques, seis eran ciudadanos ucranianos y uno era armenio.

## Nombres y Edad de Rusos Fallecidos
| Nombre             | Edad |
| ------------------ | ---- |
| Vladimir Loginov   | 51   |
| Kirill Ananyev     | 33   |
| Stanislav Matveyev | 38   |
| Igor Kosoturov     | 45   |
| Alexey Ladygin     | 26   |
| Alexey Shikov      | 27   |
| Vladimir "Apostol" | N/A  |
| Ruslan Gavrilov    | 37   |
| Oleg Tereshchenko  | 35   |
| Alexey Mitin       | N/A  |
| Alexey Rubanov     | 30   |
| Alexander Nikulin  | 25   |
| Rostislav Zakaulov | 27   |

## Reacción oficial
- Estados Unidos: el senador Tim Kaine, demócrata de Virginia, declaró a raíz del ataque: "Me preocupa gravemente que la administración de Trump tropiece a propósito en un conflicto más amplio, sin un voto del Congreso u objetivos claros".[63]
- Rusia: el parlamentario ruso Franz Klintsevich calificó de ilegales los bombardeos estadounidenses y un acto de agresión.[64] Rusia ha acusado a Estados Unidos de estar motivado por la presencia de petróleo en el área.[20] Vasili Nebenzia, embajador de Rusia ante las Naciones Unidas, calificó los bombardeos de «lamentables» y prometió llevarlas al Consejo de Seguridad.[65] El 8 de febrero de 2018, el portavoz del Ministerio de Relaciones Exteriores de Rusia, sin referirse a la huelga de los Estados Unidos, habló de «la presencia militar de los Estados Unidos en Siria que presenta un grave desafío al proceso de paz y frustra la protección de la integridad territorial del país».[66][67]
- Siria: el Ministerio de Relaciones Exteriores sirio escribió a las Naciones Unidas pidiendo a la comunidad internacional que condenara las acciones de Estados Unidos y las calificara de crimen de guerra, "masacre brutal" y crimen de lesa humanidad. El gobierno sirio también acusó a las fuerzas estadounidenses de ayudar al terrorismo y violar la soberanía de Siria.[20]
- Irán: Alí Jamenei condenó enérgicamente la confrontación y declaró: "Hoy en día, el gobierno de los EE. UU. es el sistema más cruel y despiadado del mundo, que es incluso peor que los salvajes miembros de EIIL".[68]

## Ramificaciones políticas en Rusia y más allá
A raíz del incidente, en ausencia de comentarios oficiales en respuesta a las acusaciones sobre muertes en Rusia, los detalles sobre la participación de los ciudadanos rusos y las víctimas en el ataque de Estados Unidos comenzaron a hacerse públicos a través de los medios sociales y de los medios de comunicación, provocando resentimiento e indignación en las secciones del público ruso. El tema ganó sensibilidad adicional en Rusia en vista de las próximas elecciones presidenciales en marzo de 2018. Entre las figuras que pronto publicaron información sobre un número presumiblemente alto de víctimas rusas en la huelga de Estados Unidos se encontraba Igor Strelkov, que a fines de febrero de 2018 estaba registrado como representante autorizado de Serguéi Baburin, el líder de Unión Panpopular Rusa y un candidato para las elecciones presidenciales rusas de 2018.
Bloomberg, al igual que otros comentaristas, opinaron que tanto el gobierno ruso como el gobierno Trump en sus declaraciones oficiales parecían tratar de ofuscar cualquier papel del gobierno ruso en el incidente. Irek Murtazin, de Novaya Gazeta, y el analista Yury Barmin, especularon que el comando militar ruso (el Ministerio de Defensa) podría haber dejado intencionalmente que la unidad de Wagner se encuentre en peligro.
El 12 de febrero de 2018, Grigori Yavlinski pidió al presidente Vladímir Putin que presentara un informe de si alguna fuerza militar rusa ha estado involucrada en la batalla. Mientras tanto, la agencia de noticias del gobierno ruso TASS reconoció, con referencia a una organización cosaca, la muerte en una batalla cerca de Deir ez-Zor de un ″ voluntario ″ ruso, sotnik Vladimir Loginov, un residente de la región de Kaliningrado. Los medios de comunicación también identificaron por nombre a otros cuatro rusos asesinados durante la huelga, entre ellos Kirill Ananiev, un veterano miembro del partido nacional-bolchevique La Otra Rusia. Los medios de comunicación también notaron que Vladímir Putin canceló abruptamente la mayoría de sus compromisos previamente anunciados programados para el 12 y 13 de febrero, su servicio de prensa citando su mala salud, y en cambio tuvo una conferencia secreta con sus principales jefes militares; También tuvo una conversación telefónica con el presidente de los Estados Unidos, Donald Trump, el 12 de febrero, sin que se revelen detalles.
El político ruso y un representante autorizado del candidato del Partido Comunista para las elecciones presidenciales rusas de 2018, Pável Grudinin, Víktor Alksnis, hablando en la radio, expresaron la opinión de que el ataque de EE. UU. fue diseñado como una manifestación de la superioridad militar de EE. UU. como su dominio en la región y podría tener graves consecuencias geopolíticas para Rusia.
El 14 de febrero, el portavoz de la presidencia, Dmitri Peskov, admitió la posibilidad de que algunos ciudadanos rusos estuvieran en Siria, que no formaban parte de las fuerzas armadas rusas, pero descartó los informes de bajas masivas como falsos. Al día siguiente, la portavoz de la cancillería rusa, María Zajárova, reconoció que cinco ciudadanos rusos podrían haber muerto en el ataque de los Estados Unidos; ella enfatizó que estas personas no eran miembros de las fuerzas armadas rusas.
El presidente del Comité de Defensa de la Duma Estatal, Vladímir Shamánov, citó las bajas reportadas entre los PMC rusos, dijo que el parlamento ruso estaba trabajando en un proyecto de ley que regularía legalmente las actividades de los contratistas militares privados, que según él era necesario.
El 16 de febrero, Víktor Alksnis dijo que la cifra preliminar de muertes rusas en la huelga, basada en información de familiares y amigos, era de 334, principalmente el personal del quinto escuadrón de la tormenta; también dijo que, según su información, el personal de las Fuerzas de Operaciones Especiales de Rusia también participó en la "incursión" del 7 de febrero. Esto contrasta con la confirmación anterior de CIT de no más de ocho muertos. El mismo día, el ministro de Relaciones Exteriores ruso, Serguéi Lavrov, durante la entrevista en el canal de Euronews dijo: "[Estados Unidos] parece estar tratando de aislar una gran parte del territorio sirio del resto del país en violación de la soberanía e integridad territorial de Siria.″ Según una fuente interna citada el 19 de febrero por Vedomosti, murieron 50 ciudadanos de Rusia y Ucrania como resultado de la huelga de los Estados Unidos.
El 20 de febrero de 2018, el Ministerio de Relaciones Exteriores de Rusia emitió una declaración que admitía que había ciudadanos de Rusia y «países de la CEI» muertos y heridos en el curso del "reciente choque" en Siria, ningún miembro del servicio ruso ni su material de cualquier manera había estado involucrado. Tras esta declaración, se informó que los ministerios de relaciones exteriores de Bielorrusia y Kazajistán verificaban si había víctimas entre los ciudadanos de sus países, pero declararon que no tenían información que confirmara que los bielorrusos o los kazajos habían sido muertos o heridos.
A fines de febrero de 2018, CNN citó a múltiples fuentes rusas diciendo que aquellos que intentaban dar a conocer información sobre las víctimas en la huelga del 7 de febrero estaban siendo acosados y callados, presumiblemente por personas leales a Yevgueni Prigozhin.
Varios medios de comunicación rusos en línea, con una referencia a los medios de comunicación de Siria y al exoficial de la KGB Ígor Panarin, publicaron informes no confirmados de que los combatientes del Su-57, que estaban desplegados en febrero de 2017 en Siria, habían participado en huelgas contra los rebeldes objetivos en Ghouta Oriental que matan a cerca de diez miembros del personal estadounidense (instructores militares), así como a instructores de otros países occidentales estacionados en el bastión rebelde; los bombardeos fueron presentadas como represalia por el ataque de los Estados Unidos en Khasham. El despliegue a corto plazo de dos Su-57s en Siria fue confirmado por el ministro de defensa ruso Sergey Shoygu el 1 de marzo de 2018; anteriormente, el corresponsal militar de Komsomólskaya Pravda Víktor Baranets fue citado diciendo que, según su información, los Su-57s habían "excelente" llevado a cabo su misión en Ghouta Oriental.
El 12 de abril de 2018, el director saliente de la Agencia Central de Inteligencia de EE. UU., Mike Pompeo, durante su audiencia en el Senado para el cargo de Secretario de Estado de los Estados Unidos, comentó: «Este gobierno anunció una revisión de la postura nuclear que puso a Rusia en aviso de que vamos a Recapitalizar nuestra fuerza disuasoria. En Siria, ahora, hace unas semanas los rusos se encontraron con su pareja. Un par de cientos de rusos fueron asesinados».
La muerte del periodista de investigación ruso Maksim (Maxim) Borodin, quien escribió sobre las muertes de mercenarios en Siria a mediados de abril de 2018, fue vinculado por los medios de comunicación a sus publicaciones sobre las víctimas del Grupo Wagner en el enfrentamiento en Khasham.

## Otros incidentes en la zona
El 10 de febrero de 2018, un avión no tripulado MQ-9 Reaper destruyó un tanque T-72 de fuerzas progubernamentales en un ataque aéreo cerca del campo de gas Al Tabiyeh. El tanque en sí no estaba disparando contra el SDF y la coalición, pero sí otros elementos en la formación.
El 2 de marzo de 2018, al menos dos combatientes a favor del gobierno fueron asesinados por incursiones aéreas de la coalición cerca de Khasham.
El 27 de marzo de 2018, los funcionarios estadounidenses, incluido el secretario de Defensa estadounidense James Mattis, dijeron que un contingente de fuerzas gubernamentales pro sirias y "mercenarios" rusos habían vuelto a acumularse de manera similar cerca de las fuerzas de la coalición en Deir ez-Zor la semana anterior, pero el posible enfrentamiento Esta vez se desactivó después de que el ejército de Estados Unidos se contactara con oficiales rusos. Mattis creía que las fuerzas estaban bajo el control ruso, ya que las tropas progubernamentales se retiraron después de que las fuerzas estadounidenses hablaran con sus homólogos rusos.
El 29 de abril de 2018, las fuerzas progubernamentales lanzaron un asalto contra cuatro aldeas SDF en el Éufrates, inicialmente capturándolas. Sin embargo, el SDF luego retomó las aldeas, y fuentes locales afirmaron que los aviones de la coalición liderados por Estados Unidos bombardearon posiciones a favor del gobierno en respuesta. El 11 de mayo de 2018, la coalición liderada por Estados Unidos declaró que las unidades de SDF respondieron al fuego de artillería de una fuente desconocida en las afueras de Deir ez-Zor; El SDF devolvió el fuego, llevando a la destrucción de una pieza de artillería enemiga. No se reportaron víctimas en ninguno de los dos lados del compromiso. La coalición discutió el desarrollo con sus homólogos rusos a lo largo de líneas establecidas de "no conflicto".